# Martins Ferry, Ohio
Martins Ferry là một thành phố thuộc quận Belmont, tiểu bang Ohio, Hoa Kỳ. Năm 2010, dân số của thành phố này là 6915 người.

## Dân số
- Dân số năm 2000: 7226 người.
- Dân số năm 2010: 6915 người.